# Championnats d'Afrique de cyclisme sur piste 2015
Navigation
Championnats d'Afrique 2016
Les Championnats d'Afrique de cyclisme sur piste 2015 ont lieu du 21 au 23 janvier 2015 à Pietermaritzburg en Afrique du Sud. Pour cette première édition, à domicile, l'Afrique du Sud remporte les 17 titres mis en jeu.
Les compétitions se déroulent sur la piste Sax Young dans le Parc Alexander de Pietermaritzburg, quelques jours avant les championnats d'Afrique sur route. La piste longue de 464 mètres est en béton et est totalement ouverte. Il y a très peu de vélodromes en Afrique, ce qui ne permet pas d'avoir ni un niveau élevé, ni un niveau très homogène sur ces championnats. Le pays organisateur, l'Afrique du Sud domine toutes les épreuves (sprint et endurance). Au sein du pays, il y a plusieurs pistes, comme le Vélodrome de Bellville au Cap où des compétitions internationales ont été organisées et d'autres à Johannesbourg, Pretoria et Durban. En Afrique subsaharienne, il y a seulement deux vélodromes, un au Nigeria et un deuxième en Côte-d'Ivoire. Les autres vélodromes du continent sont dans les pays du Maghreb.

## Épreuves masculines
| Épreuves               | Or                                                                                 | Argent                                                                               | Bronze                                                       |
| ---------------------- | ---------------------------------------------------------------------------------- | ------------------------------------------------------------------------------------ | ------------------------------------------------------------ |
| Kilomètre              | Eugene Soule                                                                       | Jean Christiaan Smith                                                                | Matthew de Freitas                                           |
| Keirin                 | Jean Christiaan Smith                                                              | Eugene Soule                                                                         | Mandlankosi Mlotshwa                                         |
| Vitesse individuelle   | Jean Christiaan Smith                                                              | Eugene Soule                                                                         | Kyle Borchjes                                                |
| Vitesse par équipes    | Afrique du Sud Matthew de Freitas Kyle Borchjes Jean Christiaan Smith Eugene Soule | Afrique du Sud Douglas Abbot Jacobus Johannes Steyn Jaryd Poulton Oupa Maluleke      | Afrique du Sud Matthew Roe Jean Spies Joshua Buchel          |
| Poursuite individuelle | Hendrik Kruger                                                                     | Morne van Niekerk                                                                    | Stefan de Bod                                                |
| Poursuite par équipes  | Afrique du Sud Morne van Niekerk Stefan de Bod Hendrik Kruger Kellan Gouveris      | Afrique du Sud Jacobus Johannes Steyn Jaryd Poulton Oupa Maluleke Steven van Heerden | Afrique du Sud Dirk Nel Matthew Roe Jean Spies Joshua Buchel |
| Course aux points      | Nolan Hoffman                                                                      | Joshua Buchel                                                                        | Jac-Johann Steyn                                             |
| Scratch                | Nolan Hoffman                                                                      | Jean Spies                                                                           | Kellan Alex Gouveris                                         |
| Américaine             | Afrique du Sud Morne van Niekerk Nolan Hoffman                                     | Afrique du Sud Jacobus Johannes Steyn Steven van Heerden                             | Afrique du Sud Jean Spies Joshua Buchel                      |
| Omnium                 | Jac-Johann Steyn                                                                   | Joshua Buchel                                                                        | Oupa Maluleke                                                |

## Épreuves féminines
| Épreuves               | Or                                                                       | Argent                                                                                 | Bronze                                                                       |
| ---------------------- | ------------------------------------------------------------------------ | -------------------------------------------------------------------------------------- | ---------------------------------------------------------------------------- |
| 500 mètres             | Annerine Wenhold                                                         | Myrtle Hagedorn                                                                        | Lauren Burnett                                                               |
| Vitesse individuelle   | Annerine Wenhold                                                         | Myrtle Hagedorn                                                                        | Odette Van Deventer                                                          |
| Vitesse par équipes    | Afrique du Sud Odette Van Deventer Annerine Wenhold Lauren Burnett       | Afrique du Sud Myrtle Hagedorn Browyn Abrahams                                         | Afrique du Sud Lorna Carlstein Jackie Church Sonya Kritzinger                |
| Poursuite individuelle | Maroesjka Matthee                                                        | Ilze Bole                                                                              | Ebtisam Zayed                                                                |
| Poursuite par équipes  | Afrique du Sud Maroesjka Matthee Ilze Bole Claudia Gnudi Danielle Norman | Afrique du Sud Elfriede Wolfaardt Myrtle Hagedorn Debra Loffell-Dawson Browyn Abrahams | Afrique du Sud Sonya Kritzinger Lorna Carlstein Jackie Church Siobhan Walker |
| Course aux points      | Maroesjka Matthee                                                        | Debra Loffell-Dawson                                                                   | Ilze Bole                                                                    |
| Scratch                | Maroesjka Matthee                                                        | Elfriede Wolfaardt                                                                     | Ilze Bole                                                                    |
| Omnium                 | Maroesjka Matthee                                                        | Ebtisam Zayed                                                                          | Nour Dissem                                                                  |

## Tableaux des médailles
| Rang  | Nation         | Or | Argent | Bronze | Total |
| ----- | -------------- | -- | ------ | ------ | ----- |
| 1     | Afrique du Sud | 18 | 17     | 16     | 51    |
| 2     | Égypte         | 0  | 1      | 1      | 2     |
| 3     | Tunisie        | 0  | 0      | 1      | 1     |
| Total | Total          | 18 | 18     | 18     | 54    |